# Igreja Ortodoxa Síria
A Igreja Ortodoxa Síria (em árabe: الكنيسة السريانية الأرثوذكسية; em siríaco:  ܥܺܕܬܳܐ ܣܽܘ̣ܪܝܳܝܬܳܐ ܬܪܺܝܨܰܬ ܫܽܘ̣ܒ̥ܚܳܐ), Siríaca, Jacobita ou  Ortodoxa Siríaca é uma  denominação cristã oriental autocéfala. Encabeçada pelo Patriarca Ortodoxo Siríaco de Antioquia, considera-se a sucessora da comunidade cristã fundada em Antioquia pelos apóstolos Pedro e Paulo. É uma igreja ortodoxa oriental, ou seja, tem características miafisistas, rejeitando dogmaticamente o Concílio de Calcedônia.

## História

Dioceses da Igreja Ortodoxa Síria no Oriente Médio.

A Igreja de Antioquia data do período apostólico, a tradição localizando sua fundação no ano de 34, por São Pedro e São Paulo Apóstolo. Extensamente citada nos Atos dos Apóstolos e nas epístolas paulinas, na cidade de Antioquia é descrita por São Lucas, ele mesmo membro da comunidade, a primeira vez em que os discípulos de Cristo foram chamados cristãos. A Igreja se tornou um grande centro da Cristandade, com seu patriarca São Serapião de Antioquia, já pelo fim do século II, sendo registrado exercendo poderes fora da Síria (província romana), intervindo em Roso (na Cilícia) e em Edessa (fora do Império Romano).
No começo da era cristã, a comunidade de Antioquia sofreu com muita divisão. Após a eleição de São Melécio, cuja posição cristológica se encontra até hoje ambígua, o Patriarcado se dividiu entre quatro grupos: seus sucessores semi-nicenos sem comunhão com Alexandria e Roma; os nicenos estritos seguidores de Eustácio em comunhão com ambas as sés; os arianistas apoiados pelo imperador Valente; e os seguidores de Apolinário de Laodiceia. Pouco depois a reunificação destes grupos em conflito, seguiu-se uma alternância entre patriarcas diofisistas (em consonância com o Concílio de Calcedônia realizado em 451) e miafisistas, apoiados em diferentes momentos por imperadores diofisistas e miafisistas. O mesmo Concílio de Calcedônia elevou o bispo de Antioquia ao título de patriarca, o que foi mantido mesmo pela sucessão não-calcedoniana.
A disputa se agravou depois da escolha do influente miafisista Severo de Antioquia pelo Imperador Anastácio I Dicoro em 512. Seis anos depois, Justino I assumiu o Império, depôs Severo, que se exilou em Alexandria, e elegeu Paulo o Judeu. Severo e seus seguidores, no entanto, preservaram uma hierarquia não-calcedoniana que hoje subsiste na Igreja Ortodoxa Síria, enquanto os sucessores de Paulo hoje correspondem à Igreja Ortodoxa Grega de Antioquia.
Em 1160, em reação à expansão islâmica em direção à Antioquia (que seria conquistada pelo Império Otomano em 1268), a sé da Igreja Ortodoxa Síria se mudou para o Mosteiro de Santo Ananias, nos arredores de Mardin, atualmente parte da Turquia. A sé patriarcal ficaria ali até 1924, quando Kemal Atatürk expulsou o patriarca, que se transferiu para Homs e depois para Damasco. Hoje, o patriarca reside e Maarat Saidnaya, vilarejo de Rif Dimashq a 25 quilômetros de Damasco.
A Igreja Ortodoxa Síria ganhou um grande séquito na Índia no século XVII. Por influência portuguesa, a comunidade dos Cristãos de São Tomé, antes parte da Igreja do Oriente, fora submetida à Igreja Latina no Concílio de Diamper em 1599. Em 3 de janeiro de 1653, autoridades comunitárias lideradas pelo arcediago Mar Thoma I fizeram o juramento da cruz de Koonan, em que rejeitaram definitivamente o domínio português. Em seguida, 84 comunidades permaneceram em comunhão com a Igreja Católica Romana, hoje subsistindo basicamente na Igreja Católica Siro-Malabar, enquanto 32 comunidades estabeleceram laços canônicos com a Igreja Ortodoxa Síria. Hoje, a comunidade ortodoxa indiana está dividida em dois grupos canônicos: a Igreja Síria Jacobita Cristã (parte da Igreja Ortodoxa Síria) e a Igreja Ortodoxa Siríaca Malankara (autocéfala). Estes grupos não estão em comunhão perfeita entre si, mas estão ambos em comunhão com as outras igrejas ortodoxas orientais.
A Igreja Ortodoxa Síria, ainda que seja principalmente concentrada na Síria, Turquia, Iraque e Índia, tem um número considerável de fiéis de diáspora ao redor do mundo, além de missões de sucesso, por exemplo, na Guatemala e no Brasil.

## No Brasil
No Brasil, a Igreja Ortodoxa Siríaca está dividida em duas realidades, ou seja, uma é denominada  de  “tradicional” ou "Igrejas de Colônia" e a outra de “Igrejas de Missão”. Esta última originou-se, na década de 50 a 80, depois da imigração de povos siríacos por conta da guerra Otomana. Esta Igreja, constituída por quatro igrejas (duas em São Paulo, uma em Belo Horizonte e uma em Campo Grande), encontra-se, atualmente, sob a administração de Mor Severius Malki Mourad, desde sua entronização no Brasil, em 17 de dezembro de 2018, como vigário patriarcal.. A outra realidade é de uma Igreja proeminentemente “Missionária”. Ela surgiu, no início da década de 80, liderada por Mor Moussa Matanos Salama, cujos ideais de evangelização adquiriu quando viveu na Índia, atuando como missionário. Atualmente, a "Igreja Missionária" está submissa, desde a aposentadoria de Mor José Faustino Filho, desde maio de 2018, ao Arcebispo e Núncio Apostólico Mor Titos Paulo George Hanna e presente em 13 Estados com mais de 30 (trinta) paróquias (KALLARRARI, 2013, p. 75-94). Mor Titos Paulo George Hanna chegou ao Brasil em fevereiro de 2012 na qualidade de núncio apostólico para acompanhar a "Igreja Missionária" (KALLARRARI, 2012, p. 108)
Essa divisão se acentuou na década de 80, quando o Patriarca de Antioquia, após ouvir o Santo Sínodo, separou em dois ramos a Igreja no Brasil, qual seja, um tradicional (Igrejas de colônias), diretamente ligado ao Patriarcado, e outro missionário, sob a administração episcopal de Mor Crisóstomo Moussa Matanos Salama. Segundo Celso Kallarrari (2013), enquanto a “Igreja Tradicional” conservou seu ritual litúrgico destinado aos povos de sua etnia, a tendência missionária da Igreja no Brasil, intitulada por “Igrejas de Missão”, buscou, desde o início, fazer frente a evangelização aos novos adeptos brasileiros. Entretanto, essa divisão tem caráter apenas administrativo, porque ambas as juridições, tanto "tradicional" quanto "missionária" estão submissas ao Patriarca Sírio-Ortodoxo Moran Mor Inácio Efrém II

### Arquidiocese Siríaca Ortodoxa de Antioquia do Brasil (Igrejas de Colônia)
Composta de comunidades formadas a partir da imigração de famílias de países do Oriente Médio, como Síria, Turquia, Palestina, Líbano, Iraque, dentre outros. Essas famílias formaram as primeiras igrejas sírias ortodoxas no Brasil e estão presentes nos Estados de São Paulo, Mato Grosso do Sul e Belo Horizonte, formando uma diocese distinta da diocese missionária no Brasil. Seu arcebispo é Mor Severios Malki Mourad, vigário patriarcal para as igrejas sírias ortodoxas ("de colônia") no Brasil. Sua residência é no Estado de São Paulo.

### Arquidiocese Siríaca Ortodoxa de Brasília e Todo Brasil (Igrejas de Missão)
Composta por paróquias, comunidades e missões formadas a partir do trabalho missionário do primeiro bispo sírio ortodoxo do Brasil, Mor Moussa Matanos Salama, falecido em 1996. Atualmente seu arcebispo é Mor Tito Paulo George Hanna, arcebispo e núncio apostólico para as igrejas sírias ortodoxas de Antioquia em missão no Brasil. Sua sede é no Distrito Federal.

## Patriarca

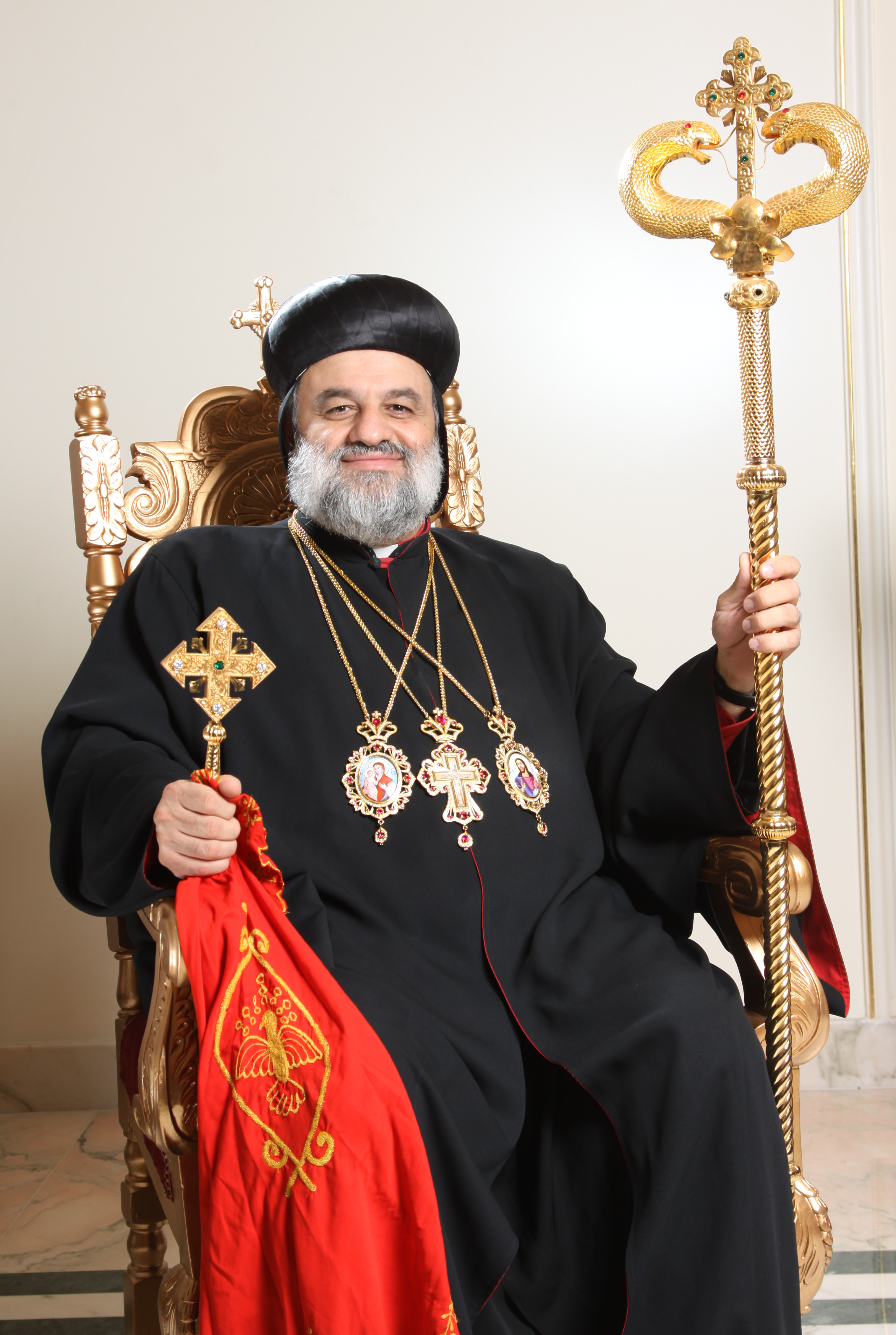
Patriarca Inácio Efrém II

Inácio Efrém II (em siríaco: ܡܪܢ ܡܪܝ ܐܝܓܢܛܝܘܣ ܐܦܪܝܡ ܬܪܝܢܐ, em árabe: إغناطيوس أفرام الثاني) (Al-Qamishli, 3 de maio de 1965) é um religioso sírio, atual Patriarca Ortodoxo Sírio de Antioquia. Antes de ser Patriarca, foi vigário metropolitano e patriarcal da Arquidiocese do Leste dos Estados Unidos, eleito como 123º sucessor de São Pedro e São Paulo como cabeça da Igreja de Antioquia em 31 de março de 2014.